# Agent de surveillance de Paris
Pour les articles homonymes, voir Agent de surveillance et ASP.
Ne doit pas être confondu avec Inspecteur de sécurité de la ville de Paris qui fait aussi partie intégrante de la police municipale de Paris et qui dépend de la Direction de la police municipale et de la prévention.

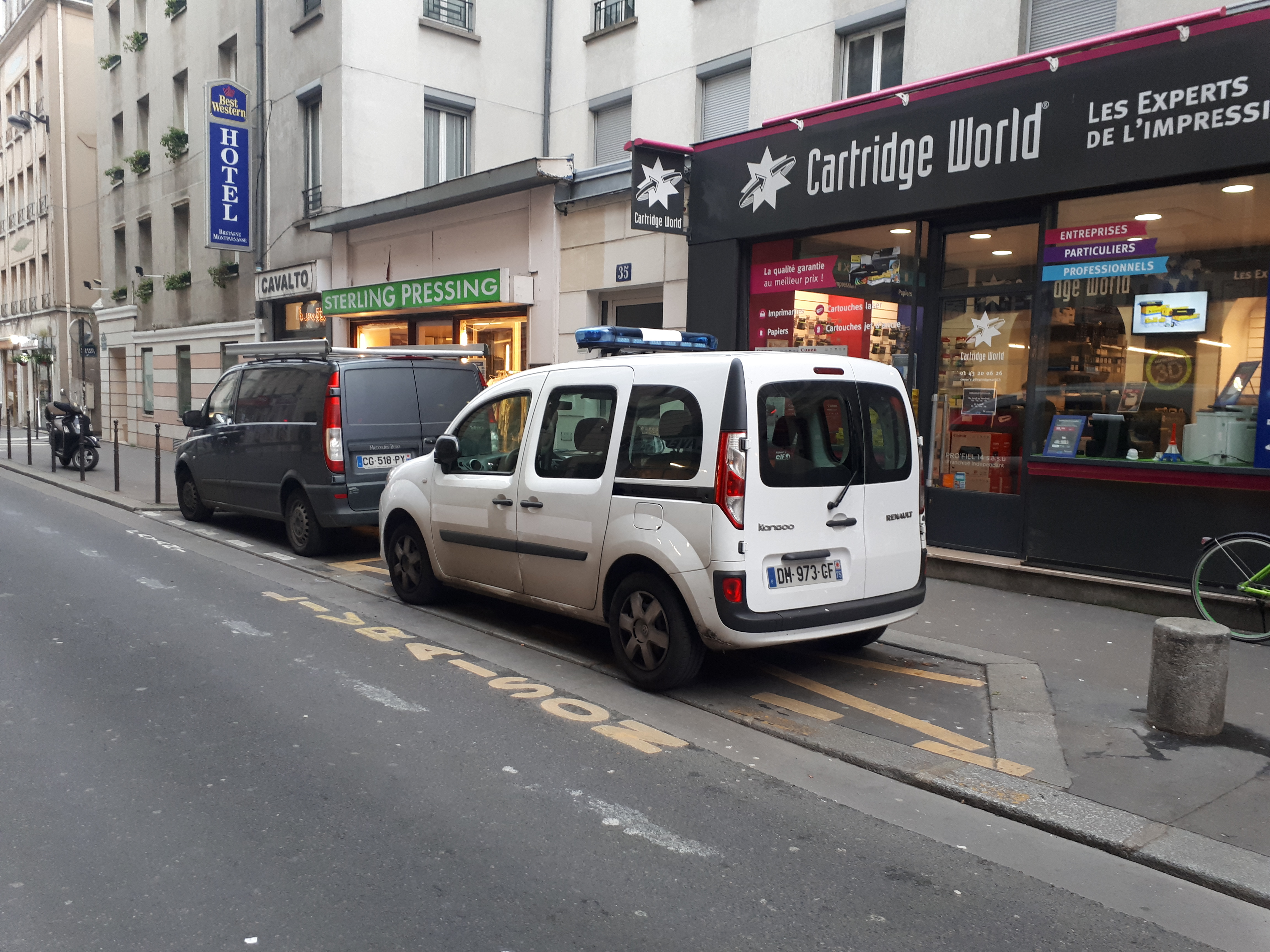
Véhicule non sérigraphié de la DPSP en 2018.

Un agent de surveillance de Paris (ASP) est un agent de police judiciaire adjoint, à l'article 21 1er quater du code de procédure pénale, fonctionnaire de catégorie C de la Mairie de Paris.
Les contrôleurs option voie publique qui encadrent les A.S.P., appartiennent à un autre corps, celui des contrôleurs, fonctionnaires de catégorie B.
La jurisprudence du Tribunal de grande instance de Paris a établie que les A.S.P. sont dépositaires de l'autorité publique, c'est-à-dire qu'ils disposent d'un pouvoir de décision et de contrainte.

## Historique
La préfecture de police, dirigée par le préfet de police, sous l'autorité du ministre de l'Intérieur, est l'institution chargée d'assurer la sécurité des personnes et des biens sur le territoire de l'agglomération parisienne. Elle a créé en 1964 des auxilliaires de police pour ce faire.
Le maire de Paris disposait historiquement de peu de pouvoir de police (contrairement au reste des communes françaises), ceux-ci étant en effet entre les mains du préfet de police, celui-ci ne peut créer sa propre police municipale (avec une évolution toutefois ces dernières années, vers une coopération accrue entre les deux acteurs). Les ASP, qui disposent des mêmes prérogatives que leurs homologues gardiens de police Municipale, relevaient donc du préfet de police, qui dispose des services chargés de la sécurité urbaine, de l'ordre public et de la circulation. Depuis le 1er janvier 2018, les ASP dépendent de la ville de Paris et sont intégrés au sein de la DPSP.

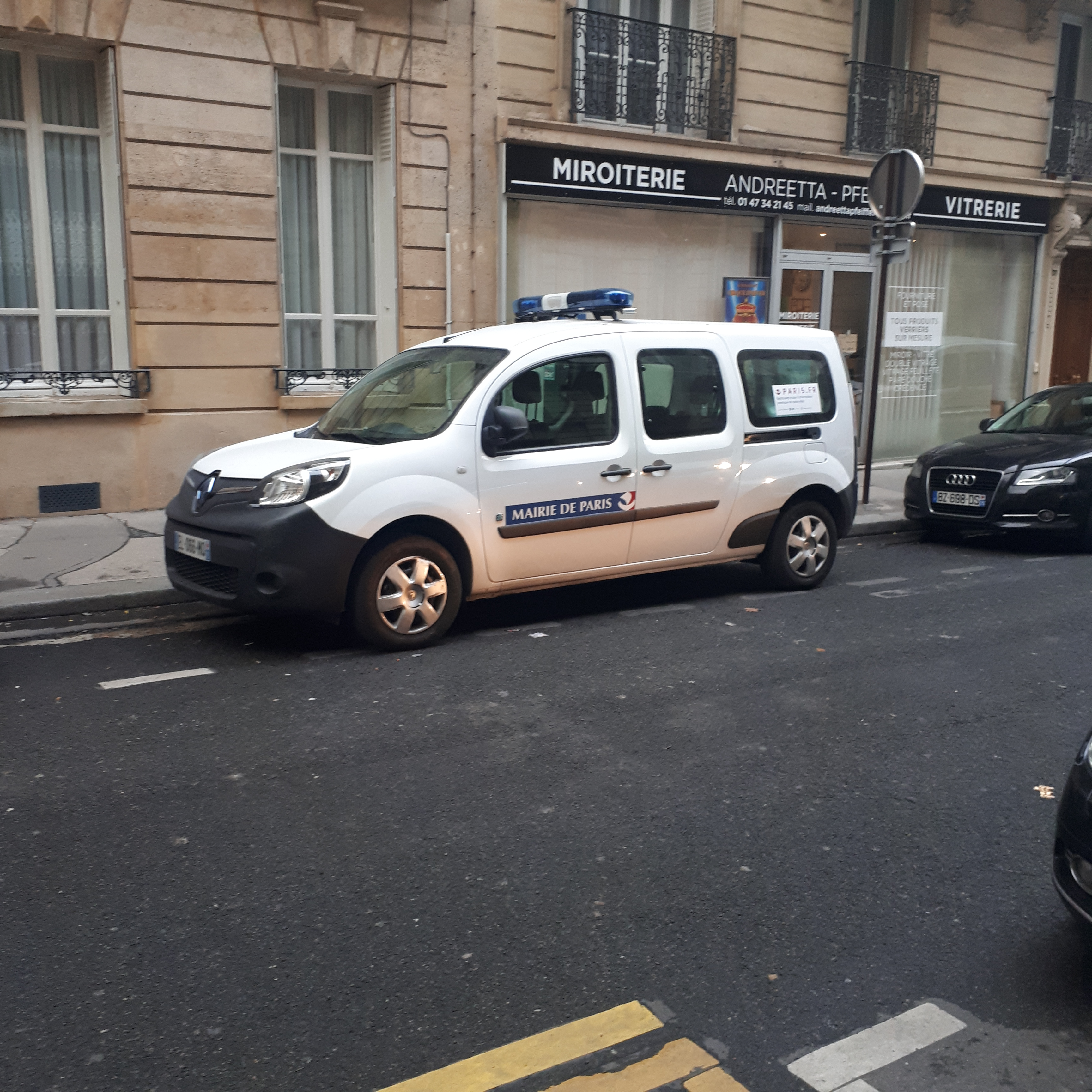
Véhicule de la DPSP en 2019.

## Missions
Ils exercent leurs fonctions à Paris et sont chargés de missions de contrôle et de répression dans les domaines du stationnement, de la circulation et de la lutte contre les troubles à l'ordre public.
Les agents de surveillance de Paris « ont compétence pour constater l'ensemble des infractions à la loi pénale » et doivent rendre compte de tout délit à l'officier de police judiciaire de la police nationale. Ils adressent sans délai leurs rapports et procès-verbaux simultanément au commissaire de police de l'arrondissement et, par l'intermédiaire des officiers de police judiciaire, au procureur de la République.
Sur le plan juridique, les ASP ont les mêmes prérogatives que leurs homologues APJA 21 gardiens de police municipale et peuvent procéder à l'interpellation de tout individu auteur d'un délit prévu et réprimé par la loi et relever l'identité puis verbaliser tout auteur d'une infraction en matière contraventionnelle.
Ils étaient rattachés à la Direction de la sécurité de proximité de l'agglomération parisienne (DSPAP) jusqu'au 31 décembre 2017. Ils étaient jusqu'en 2017 placés sous leur propre autorité hiérarchique (contrôleur, contrôleur adjoint faisant partie du corps des contrôleurs de la Préfecture de Paris et agent de surveillance de Paris principal) chapeautée par le commissaire central de police de l'arrondissement.
En 2018, ils sont intégrés à la Sous Direction de la Régulation et des Déplacements au sein de la Direction de la prévention, de la sécurité et de la protection et sont affectés dans des vigies regroupant plusieurs arrondissements de la capitale avec une intégration dans l'organisation municipale (cadres A, circonscriptions, I.S.V.P...)

## Description et rôles
Les ASP exercent parfois leurs fonctions en partenariat avec les fonctionnaires de la Police Nationale pour l'exercice d'actions préventives et répressives, en matière de circulation routière, de stationnement et d'occupation du domaine public, selon le règlement sanitaire départemental, ainsi que de sécurisation et de tranquillité publique. Cependant ils ont leur propre hiérarchie et constituent un corps de métier à part entière, indépendant de la Police Nationale, placé sous l'autorité du maire de Paris.
Les agents sont revêtus d'une tenue d'uniforme et sont dotés d'une carte professionnelle permettant à l'agent de justifier de sa qualité (A.P.J.A. 21) et de ses prérogatives. Depuis le 1er janvier 2018, les agents sont rattachés à la ville de Paris.
En résumé, les A.S.P. sont chargés d'un service de police de proximité, de salubrité, de circulation et de stationnement dans les domaines de compétence suivants:
Prévention
- Patrouille (pédestre, véhiculée, moto et vélo)
- Police de proximité et contact avec la population et les contrevenants
- Visibilité dans les quartiers signalés
- Surveillance des entrées et sorties aux abords des établissements scolaires

Sécurité des biens et des personnes
- Interpellations dans le cadre du flagrant délit
- Contrôle de la performance environnementale des véhicules motorisés (vignette Crit'Air)

Protection routière
- Verbalisation des infractions au Code de la route
- Verbalisation du stationnement payant (jusqu'en 2018 car une externalisation par le privé est intervenue)
- Verbalisation du stationnement gênant et mise en fourrière de véhicules
- Sécurisation et périmètres de sécurité lors d'incidents ou d'événements particuliers (accident de la route, explosion, incendie, colis suspect, alerte à la bombe).
- Restitution des véhicules en voie d'enlévement par la procédure du "chargé-restitué"

Salubrité 
- Constatation des infractions au Règlement Sanitaire Départemental (RSD)
- Contrôles des marchés
- Contraventions en cas de dépôts sauvages de toute nature
- Contrôle de l'occupation du domaine public (terrasses, déménagement, travaux)

Tranquillité
- Encadrement des festivités et des cérémonies
- Tapages diurnes, nocturnes
- Différents sur voie publique
- troubles à l'ordre public
- opérations tranquillité vacances OTV

## Habilitations judiciaires
Chaque fonctionnaire obtient à l'issue de sa scolarité de 15 semaines, la qualification d'agent de police judiciaire adjoint (APJA 21 à l'article 21 du code de procédure pénale, au même titre que les policiers municipaux et les gardes champêtres) et est assermenté par le tribunal de police de Paris.

## Organisation
Les agents de surveillance de Paris sont organisés et structurés de différentes manières. Les agents se répartissent en général en « brigades », elles-mêmes regroupées en six unités généralistes (divisant le territoire parisien) et en un groupe d'unités spécialisées.
- Brigades polyvalentes en unités généralistes (cycles 5/2, 4/2 ou C)
- Brigades de soirée
- Brigades de nuit
- Brigades de régulation (motocyclistes)
- Unité de contrôle des grutiers (prestataires privés liés à la Ville de Paris par des marchés publics)
- Unité de contrôle des autorisations de tournages (de films)
- Unité Épaves-Ventouses

## Les grades

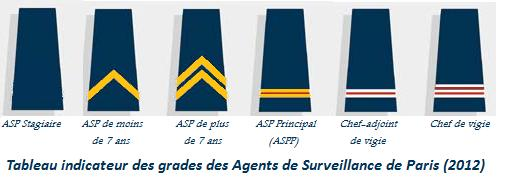
Insignes de grade pour les ASP de catégorie C et B.

Le corps des A.S.P. est catégorisé de manière suivante:
- Les agents de surveillance de Paris et agents de surveillance principaux, sont classés en catégorie C.
- Les contrôleurs, spécialité voie publique, chefs des ASP, corps composé de 3 grades (contrôleur, contrôleur principal, contrôleur en chef) classé en catégorie B.

## Armes et équipements
Les agents de surveillance de Paris opèrent en uniforme et sont habilités à porter dans le cadre de leurs missions sur la voie publique, des armes de défenses non létales classées dans la 6e catégorie :
- aérosol de défense lacrymogène 75ml ;
- bâton de défense souple ;
- menottes.

L'ensemble des effectifs est équipé du procès-verbal électronique (PVe) permettant ainsi aux agents de constater et de relever les infractions électroniquement ; le PVe remplace peu à peu le PV manuscrit (timbre-amende), et de moyens de communication V.H.F. (Acropol jusqu'en 2018, Tétra ensuite).
Depuis le début 2012, l'ensemble des agents de surveillance de Paris bénéficient d'une nouvelle tenue d'uniforme plus fonctionnelle pour les missions de voie publique. Les A.S.P. sont en outre dotés depuis janvier 2015 de gilets pare-balles individuels modèle Police Nationale. Ils se déplacent en voitures, en deux-roues motorisés ou en vélos.

## Horaires
- Travail de voie publique 24 heures sur 24, tous les jours de l'année ;
- Cycle 4/2 journée (quatre jours de travail en matinée, deux de repos, quatre en après-midi, deux de repos) ;
- Cycle 4/2 soirée (quatre soirs de travail, deux de repos) ;
- Cycle 4/3/3/2 de nuit (avant 2018, 3/3) ;
- Cycle 5/2 journée (cinq jours de travail alternés matinée ou après-midi, deux de repos alternés samedi-dimanche ou dimanche-lundi) ;
- Cycle de brigade C (horaires de bureau en semaine, réservé aux agents responsables de jeunes enfants).